# سلوط
سلوط روستایی است که در استان اردبیل، شهرستان نمین، بخش مرکزی، دهستان گرده قرار دارد. با توجه به نشانه‌های مکشوفه، تمدن در این اقلیم تا ۹۰۰۰ سال پیش از میلاد را شامل است اما مشخصاً دو تپه باستانی در سلوط وجود دارد که مربوط به دوره اشکانیان و نیز اوایل اسلام است: تپه محمدخان دیکی مربوط به هزاره دوم قبل میلاد با شمارهٔ ثبت ۸۷۷۷ آثار ملی ایران و گورستان اوغری تپه مربوط به هزاره اول قبل از میلاد که این اثر نیز در تاریخ ۱۴ مرداد ۱۳۸۲ با شمارهٔ ثبت ۹۴۵۶ به‌عنوان یکی از آثار ملی ایران به ثبت رسیده است. ضمناً هم اکنون سازمان میراث فرهنگی نسبت به ثبت دو اثر دیگر یعنی تپه باستانی قوروق چی داغی و قنات سلوط در حال اقدام است. وجوه تسمیه آن به طور دقیق مشخص نیست و علل متنوعی ذکر و یا محتمل دانسته شده اما   «سلوط» به معنای قدرت، سلطه، یا توانایی تسلط و کنترل بر دیگران است. این واژه معمولاً در متون ادبی و تاریخی به کار میرود و میتواند به قدرت سیاسی، نظامی یا حتی اجتماعی اشاره کند. در برخی متون قدیمی، «سلوط» به معنای زورگویی یا اعمال قدرت به صورت ناعادلانه نیز استفاده شده است.
در اینجا یک نمونه متن با استفاده از واژه «سلوط» آورده شده است: «پادشاه با سلوط و اقتدار خود، بر تمامی سرزمینهای تحت فرمانش حکم میراند. هیچ کس جرأت مخالفت با او را نداشت، چرا که میدانست سلوط او بیحد و مرز است و هرگونه مقاومتی را به شدت سرکوب خواهد کرد.»این متن نشان میدهد که «سلوط» به معنای قدرت و تسلط است و در اینجا به قدرت پادشاه اشاره دارد. 
واژه «سلوط» در زبان عربی و ترکی معانی خاصی دارد:
در زبان عربی:
**سُلْط** (سُلْطٌ): این واژه در عربی به معنای قدرت، سلطه یا حاکمیت است. از ریشه «س-ل-ط» گرفته شده و به مفاهیمی مانند تسلط، کنترل و اقتدار اشاره دارد.
  مثال: «سُلْطَة» به معنای قدرت یا اختیار است و در عباراتی مانند «سُلْطَة الْقَضَاء» (قوه قضائیه) به کار میرود.
در زبان ترکی:
در ترکی مدرن، واژه «سلوط» به طور مستقیم استفاده نمیشود، اما ممکن است در متون قدیمیتر یا تحت تأثیر زبان عربی دیده شود. در ترکی، معادلهای رایج برای مفهوم قدرت و سلطه، واژههایی مانند «güç» (قدرت) یا «iktidar» (حکومت، اقتدار) هستند.
واژه «سلوط» در فارسی بیشتر تحت تأثیر زبان عربی است و در متون ادبی یا تاریخی به کار میرود. در عربی، این واژه و مشتقات آن (مانند سُلْطَة، سُلْطان) به طور گسترده استفاده میشوند، اما در ترکی کاربرد کمتری دارد.

## جمعیت
بر اساس سرشماری سال ۱۳۸۵ جمعیت این روستا ۲۰۸ نفر با ۶۰ خانوار بوده‌است.